# لائورا گئورگیان
لائورا آشوتی گئورگیان (ارمنی: Լաուրա Աշոտի Գևորգյան؛ انگلیسی: Laura Gevorkyan؛ ۲۸ ژانویهٔ ۱۹۳۹) یک بازیگر اهل ارمنستان بود. وی بین سال‌های ۱۹۶۸ تا ۱۹۸۸ میلادی فعالیت می‌کرد.

## زندگی‌نامه
وی در ۲۸ ژانویه ۱۹۳۹ در ایروان به دنیا آمد و از انستیتو دولتی هنری و نمایشی ایروان فارغ‌التحصیل شد. وی خواهر آوتیک گئورگیان است. وی همچنین برندهٔ جوایزی همچون هنرمند شایسته ارمنستان شوروی شده است.

## گزیده فیلمشناسی
از فیلم‌ها یا برنامه‌های تلویزیونی که وی در آن نقش داشته است می‌توان به ستاره امید (۱۹۷۸), مردی از المپوس (۱۹۷۴) و مردان (۱۹۷۲) اشاره کرد.